# Сектор Газа под властью ХАМАС
ХАМАС управляет сектором Газа в Палестине с момента захвата этой территории у конкурирующей Палестинской национальной администрации, управляемой ФАТХ, 14 июня 2007 года.
После победы ХАМАС на парламентских выборах в Палестине 25 января 2006 года Исмаил Хания был назначен премьер-министром ПНА, создав правительство национального единства с ФАТХ. Это правительство фактически рухнуло с началом ожесточенного конфликта между ХАМАС и ФАТХ. После захвата сектора Газа ХАМАС 14 июня 2007 года президент ПНА Махмуд Аббас распустил правительство под руководством ХАМАС и назначил Салама Файяда премьер-министром. Хотя было заявлено, что полномочия нового палестинского правительства распространяются на обе палестинские территории, на самом деле они стали ограничиваться Западным берегом, поскольку ХАМАС не признал отставку и продолжал управлять сектором Газа как фактически отдельная администрация от ПНА. После раскола 2007 года между ФАТХ и ХАМАС предпринимались попытки примирения; краткое палестинское правительство единства в 2014 году не смогло организовать выборы и воссоединить палестинские территории. Третье правительство было сформировано ХАМАС в октябре 2016 года.

## История
Конфликт между ФАТХ и ХАМАС начал нарастать после победы ХАМАС на палестинских парламентских выборах 2006 года. Международное сообщество, включая Квартет (США, ЕС, Россия и ООН), потребовало от нового правительства признания права Израиля на существование, отказа от насилия и принятия всех предыдущих соглашений. После отказа ХАМАС выполнить эти условия, международная помощь Палестинской администрации была приостановлена.

### Захват власти ХАМАС
В июне 2007 года ХАМАС взял под контроль сектор Газа после вооружённого конфликта с ФАТХ. Президент Палестинской национальной администрации Махмуд Аббас распустил правительство ХАМАС и назначил Салама Файяда премьер-министром. Однако ХАМАС не признал это решение и продолжил управление сектором Газа как отдельной административной единицей.

### Внутренние и внешние конфликты
С момента установления контроля над сектором Газа ХАМАС участвовал в нескольких военных конфликтах с Израилем:
- 2008-2009: Операция «Литой свинец».
- 2012: Операция «Облачный столп».
- 2014: Операция «Несокрушимая скала».
- С 2023 года: продолжающийся конфликт, начавшийся после нападения ХАМАС на Израиль 7 октября 2023 года.

Кроме того, ХАМАС сталкивался с вызовами со стороны других исламистских группировок в Газе, придерживающихся салафитско-джихадистской идеологии, таких как Джунд Ансар Аллах и Таухид аль-Джихад.

### Правительство ХАМАС в сентябре 2012 года
В сентябре 2012 года ХАМАС объявил о формировании нового правительства в секторе Газа, заменив предыдущее. Это было воспринято как попытка укрепить контроль ХАМАС над территорией и продемонстрировать независимость от ПНА.

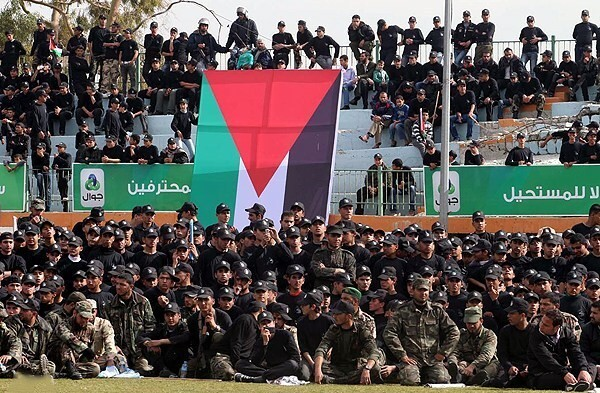
Бригады «Аль-Кассам» (вооруженное крыло ХАМАС) в городе Газа, 2013 год

### Администрация ХАМАС 2016 года
В октябре 2016 года ХАМАС сформировал третье правительство в секторе Газа, продолжая управлять территорией независимо от ПНА. Это правительство функционировало до создания Верховного административного комитета в 2017 году.

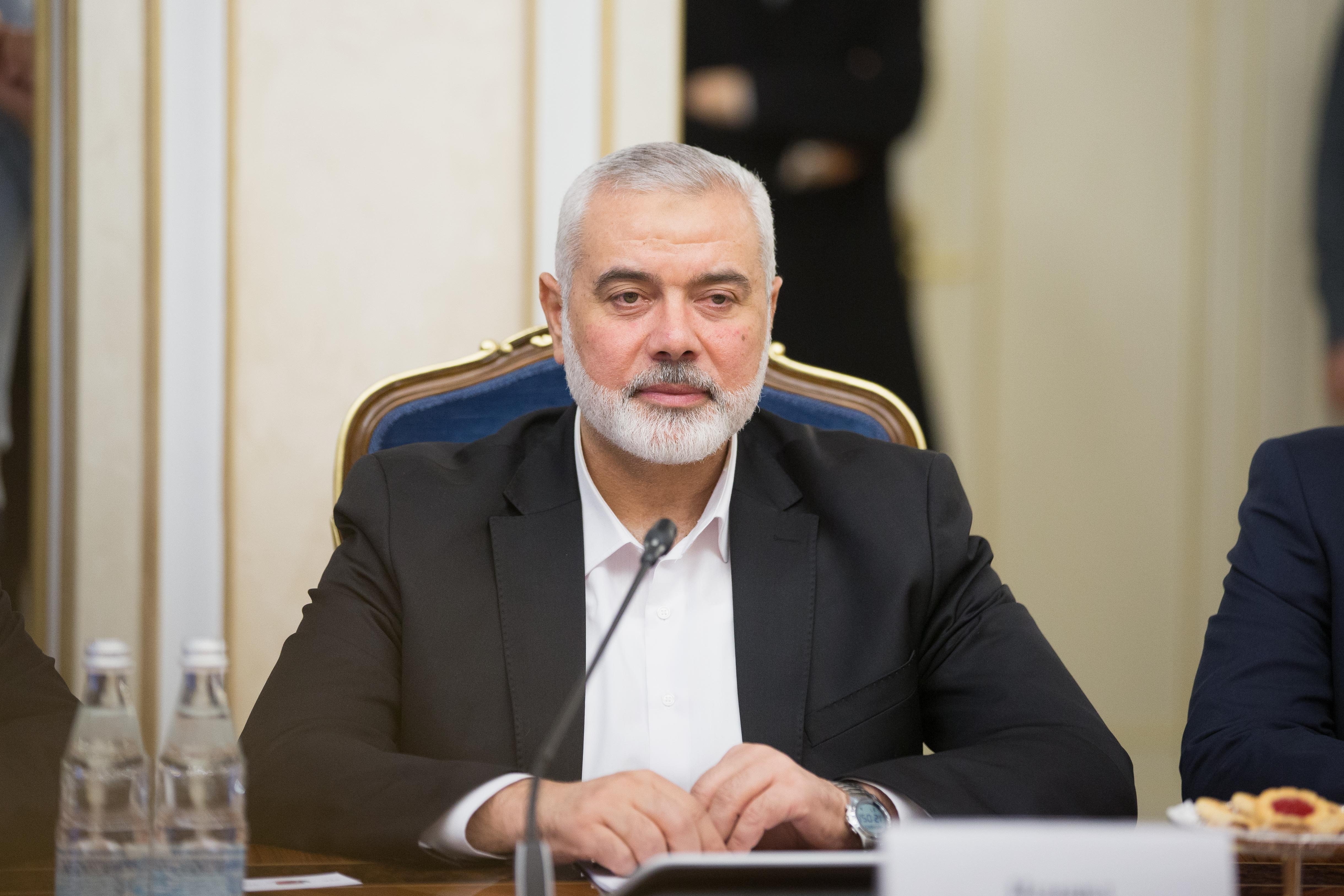
Лидер ХАМАС Исмаил Хания на встрече в Москве, 2020 год

### Война в Газе с 2023 года по настоящее время
7 октября 2023 года ХАМАС начал масштабную атаку на Израиль, что привело к началу нового конфликта. В ответ Израиль начал военную операцию в секторе Газа, которая продолжается по сей день. По состоянию на июнь 2025 года, конфликт привёл к значительным жертвам среди гражданского населения и разрушению инфраструктуры в Газе.

## Государственное управление и политика

### Структура управления
После захвата власти в 2007 году ХАМАС установил де-факто однопартийное управление в секторе Газа. Организация управляет территорией через собственные исполнительные, законодательные и судебные органы. ХАМАС также контролирует силовые структуры, включая полицию и службы безопасности.

### Лидерство
С 2007 по 2017 год сектором Газа руководил Исмаил Хания. С 2017 года до своей гибели в октябре 2024 года лидером был Яхья Синвар. После него руководство перешло к Мохаммеду Синвару, который занимал пост до мая 2025 года.

### Безопасность
ХАМАС поддерживает собственные силовые структуры, включая полицию и службы безопасности, которые обеспечивают внутренний порядок и подавляют оппозицию. Организация также контролирует вооружённые формирования, такие как Бригады Изз ад-Дин аль-Кассам, выполняющие роль военного крыла ХАМАС.

### Финансы и экономика
Экономика сектора Газа находится в тяжёлом состоянии из-за блокады, введённой Израилем и Египтом после прихода ХАМАС к власти. Организация финансирует свою деятельность за счёт налогов, взимаемых с местного населения, а также за счёт внешней помощи, включая поддержку от Катара и других стран. В 2012 году сектор Газа столкнулся с топливным кризисом, вызванным ограничениями на поставки топлива через Египет.
В 2018 году ПНА сократила финансирование сектора Газа, что привело к ухудшению экономической ситуации и массовым протестам населения. ХАМАС пытался компенсировать потери за счёт увеличения налогов, что вызвало недовольство среди жителей.